# 扇祭
扇祭（おうぎまつり）または扇会式法会（おうぎえしきほうえ）とは、熊野那智大社（和歌山県東牟婁郡那智勝浦町）の例大祭。熊野那智大社の例大祭は、那智火祭りの通称で知られるが、正式には扇祭または扇会式法会である。今日では例年7月14日に執行されるが、古くは6月14日・18日に執行された。
扇祭は「那智の火祭り」として和歌山県の無形民俗文化財（1960年〈昭和35年〉8月16日指定）に指定されている。例大祭にて奉納される田楽舞（那智の田楽）は国の重要無形民俗文化財（1976年〈昭和51年〉5月4日指定）である。

## 火と水の祭り
神事としての扇祭は、かつて夫須美大神を花の窟から勧請した故事にまつわるものであるとされ、かつては寄り木となる木を立てて大神を迎えた後、その木を倒して大神が帰らぬようにする神事があったという。
しかし、扇祭は例大祭当日の祭礼に見られるように火と水の祭りであり、今日では祭の意義は、例えば農事繁栄のような生命力の再生と繁栄として解されている。水は那智における古くからの崇拝の対象である滝の本体であって、生命の源と解され、一方で火は、万物の活力の源を表す。そして、滝本から本社への還御の儀式に見られるように、扇祭の祭礼は神霊の再生復活と、それによる生命すなわち五穀豊穣を祈念する祭りなのである。
祭礼の名や扇神輿に見られる扇もまた、農業神事としての性格にまつわるものである。扇に備わる徳により、扇の起こす風は、彼方に向けて吹くときには災厄を除き、此方に向けて吹くときには福を招く、そうした霊力を発揮するとされ、扇自体にも『古語拾遺』によれば虫害を斥け、穀物の豊穣に関係する故事があるといわれている。
また、扇祭の様式には神仏分離以前の修験の祭りとしての要素も指摘することが出来る。祭りの核心をなす扇褒め神事（後述）を執り行うのは、17世紀初頭の史料によれば、青岸渡寺の僧房のひとつ尊勝院を拠点とする修験者たちの役目であり、彼らは八咫烏帽をシンボルとした。神仏分離後に、扇褒め神事が那智大社の権宮司に委ねられるようになってからも、権宮司は八咫烏帽をかぶった姿で神事に臨むだけでなく、松明の火を媒介・操作することにより神霊を導き、扇神輿に招くという点で、火の操作者としての修験者の像を読み取ることが出来る。

## 祭礼次第
例大祭の準備は、6月30日に関係者が参集して例大祭の運営について協議する神役定から始まり、翌7月1日より大和舞・田楽舞の練習が始まる。7月9日には社殿を清め、那智大滝の注連縄を張替え、11日には那智山住人が早朝から潔斎して白衣に着替え扇神輿（おうぎみこし）を組み立てる。

### 扇神輿張（7月11日）
祭礼に用いられる扇神輿は、細長い框（幅1メートル、高さ10メートル）に絹緞子を取り付け、その上に装飾品を飾りつけて組み立てるもので、一般的な神輿とは構造が異なる。
扇神輿全体の造形は、那智大滝の姿を模したもので、俗説として神武天皇東征と結び付けられることがあるが、誤りである。
扇神輿の頂上には「光」を表す造形物が頂かれて造化三神の神徳をあらわし、前面には神威八紘を照鑑する8面の神鏡が取り付けられている。神輿は12体造られ、一体が一月を表し、12体全体で一年を表している。扇神輿の特徴である扇は金地に朱で日の丸が描かれたもので、一体につき30面が取り付けられ、それら30面の他に半開きの2面を取り付ける。扇の数の30とは旧暦における一月の日数に等しく、半開きの2面は月の上弦・下弦を表している。これらを組み立てる際に用いる竹の釘は、古くからの慣例に従い360本、すなわち旧暦の一年の日数と同じ本数を用いる。

### 宵宮祭（7月13日）
次いで7月13日には宵宮祭が執行され、礼殿にて大和舞・田楽舞・田植舞が奉納される。

### 例大祭（7月14日）
例大祭の祭礼は、礼殿で開始される。早朝に扇神輿を礼殿前に飾り立て、本社大前の儀に続いて、大和舞・田楽舞（那智の田楽）・田植舞が奉納される。大和舞は稚児の舞で、田植舞は田遊びの伝統を伝えるものと考えられている。
午後からは扇神輿渡御式（おうぎみこしとぎょしき）である。礼殿にて発輿式を行った後、宮司以下、祭りの執行に当たる祭員全員が扇神輿を拝し、神霊を扇神輿に迎える。次いで、大滝に向かって3度「ザアザアホウ」と鬨声をあげ、礼殿内では大太鼓を連打する。
五十続松（いそつぎまつ）と呼ばれる小型の松明を携えた子ノ使（ねのつかい）を先頭に、前駆神職、伶人、馬扇、12本の大松明、神役、扇神輿、随員が礼殿前を出発する。扇神輿の担い手は扇指し（おうぎさし）と呼ばれ、かつて社領であった山麓の市野々集落の人々が務める。扇神輿は幾度か伏せられたり立てられたりしながら前進し、大社と大滝との中間にあり、かつての拝所跡地とされている「伏拝」と呼ばれる場所ですべての扇神輿を直立させる。扇神輿が立てられる都度、行列の祭員らは拍手をして褒める（「扇立て」）。
その後、伏拝に扇神輿と扇神輿の神役を残し、宮司以下の祭員は大松明とともに、御滝本（飛瀧神社）へ下る。御滝本では時刻を見計らって伏拝に向かって「ザアザアホウ」と鬨声をあげ、大太鼓が連打される。御滝本から伏拝へ使者が送られ、使者の到着に応じて、伏せられた扇神輿が大滝参道鳥居の内に進む。鳥居をくぐると、扇が再び立てられる。御滝本の火所（いろり）ではこの間に松明に火が点けられ、順次出発して石段を上ってゆく。この頃、八咫烏帽をかぶった権宮司が光ヶ峯遥拝所にて神饌を供える。
大松明と扇神輿が出会うと、大松明12体が円陣を組んで石段をまわって扇神輿に火の粉を浴びせ、扇神輿の前の神役も扇子を開いて松明の炎を扇ぎ、扇神輿を清める（「松明火焔の清め」、「大松明による扇神輿の清め」）。一方では火払所役が手桶の水を汲んでは松明に浴びせかけ、火の粉を消して回る。炎と、松明所役と扇指しが交し合う掛け声が一丸となって祭りは頂点に達する。祭礼のこの部分に見られる炎の乱舞は、「火祭り」「御火の神事」と呼ばれるものであり火祭りの名の由来である。
炎の乱舞が繰り返されるうちに松明の炎も消えかかり、松明は火所へ帰って炎を消して納める。御滝本へ進んだ扇神輿は、権宮司から扇褒めの神事を受けて、滝本祭壇左右に立てられる。滝本祭の神事が執り行われた後、松明所役も交えた田刈舞・那瀑舞が奉納され、一同は大社へ還御する。再び礼殿前に扇神輿が飾られて還御祭の神事が行われた後、神役の手で扇神輿が解体され、扇祭りは幕を閉じる。

## 文化財
- 那智の田楽 - 国の重要無形民俗文化財（1976年〈昭和51年〉5月4日指定）[6][7]
- 那智の火祭 - 和歌山県指定無形民俗文化財（1960年〈昭和35年〉8月16日指定）[5]
- 那智山田楽資料一括 - 和歌山県指定有形民俗文化財（1965年〈昭和40年〉4月14日）[5]
- 牛頭 - 和歌山県指定有形民俗文化財（1965年〈昭和40年〉4月14日）[5]
- 熊野那智山祭様式図絵 - 和歌山県指定有形民俗文化財（1965年〈昭和40年〉4月14日）[5]

## 注
1. ↑  篠原[1970]
2. ↑  平凡社[1997: 627-628]
3. ↑  嶋津[1998: 28-29]
4. ↑  『紀伊続風土記』に例祭次第の記述が見られる [平凡社 1997: 627-628]。
5. 1 2 3 4 5  “県指定文化財・民俗文化財”.   和歌山県教育委員会. 2009年9月23日閲覧。
6. 1 2  那智の田楽（1976年〈昭和51年〉5月4日指定、重要無形民俗文化財）、国指定文化財等データベース（文化庁） 2010年7月3日閲覧。
7. 1 2  “国指定文化財・民俗文化財”.   和歌山県教育委員会. 2009年9月23日閲覧。
8. ↑  篠原[1970: 5]
9. ↑  篠原[1970: 483]
10. 1 2  嶋津[1998: 32-34]
11. ↑  篠原[1966: 序]
12. ↑  嶋津[1998: 34]
13. ↑  豊島[1992: 223-224]
14. ↑  豊島[1992: 224]
15. ↑  嶋津[1998: 29]
16. 1 2 3 4  全日本郷土芸能協会[2006: 592-593]
17. ↑  篠原[1966: 27]
18. 1 2 3  篠原[1970: 1]
19. ↑  以下、扇神輿に関する記述は特記なき限り、篠原[1966: 11]および嶋津[1998: 29]による。
20. 1 2 3 4 5 6  嶋津[1998: 30]
21. ↑  篠原[1970: 2]
22. 1 2  篠原[1970: 3]
23. 1 2 3  平凡社[1997: 628]
24. 1 2  篠原[1970: 4]
25. ↑  篠原[1970: 4-5]
26. 1 2  嶋津[1998: 32]

## 文献
- 篠原 四郎、1966、『扇神輿組立法』、熊野那智大社〈那智叢書8〉 → 朝日 芳英、2008、『那智叢書』復刻版、熊野那智大社
- ―、1970、『那智の火まつり』、熊野那智大社〈那智叢書14〉 → 朝日 芳英、2008、『那智叢書』復刻版、熊野那智大社
- 嶋津 正三、1998、「那智の火祭」、加藤 隆久（編）『熊野三山信仰事典』、戎光祥出版 ISBN 4900901075
- 全日本郷土芸能協会編（編）、2006、『日本の祭り文化事典』、東京書籍 ISBN 4487733332
- 豊島 修、1992、『死の国・熊野 - 日本人の聖地信仰』、講談社〈講談社現代新書〉 ISBN 4061491032
- 平凡社（編）、1997、『大和・紀伊寺院神社大事典』、平凡社 ISBN 4582134025